# 紅磡碼頭巴士總站

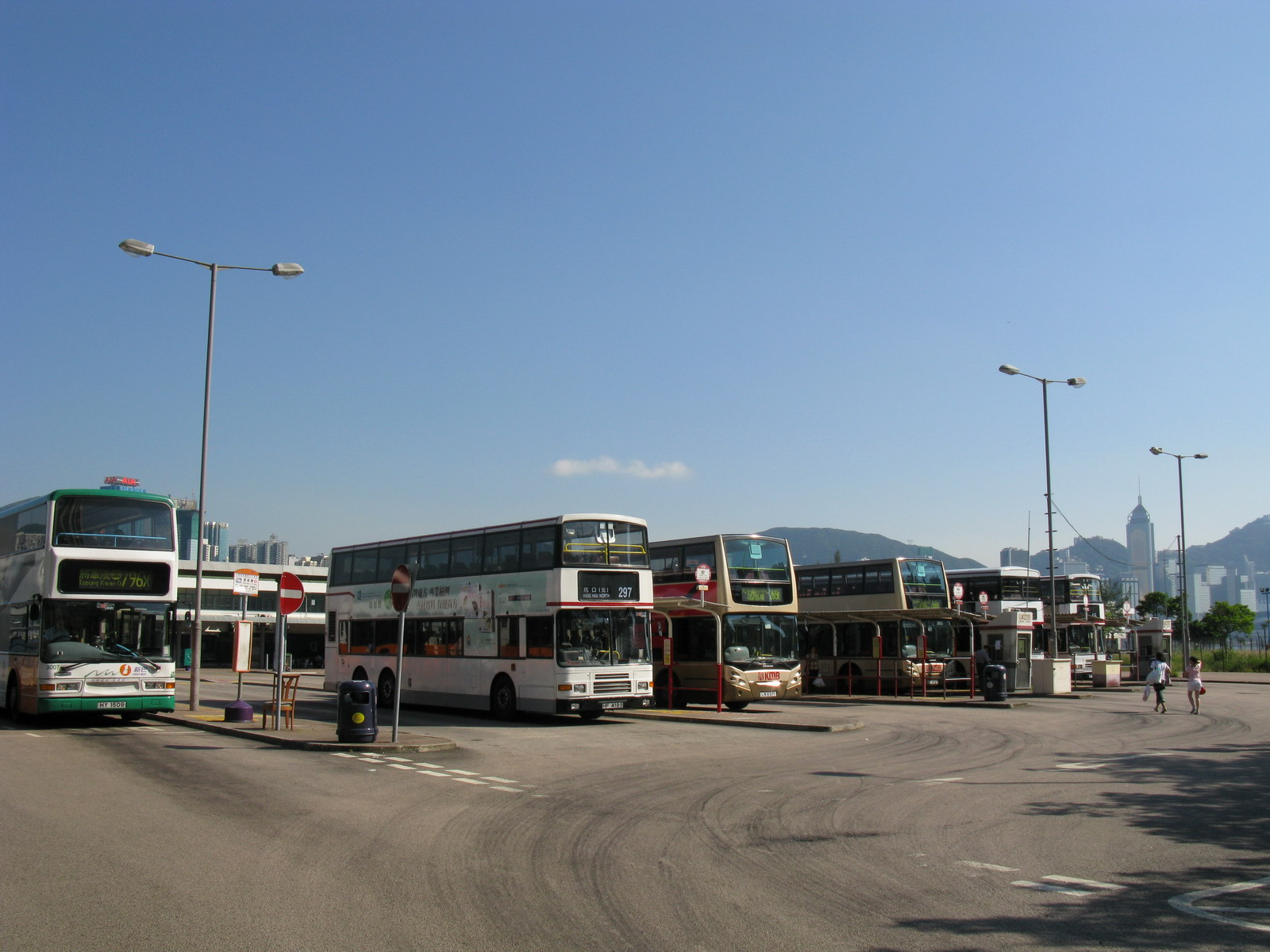
紅磡碼頭巴士總站（2008年）

紅磡碼頭巴士總站（英文：Hung Hom Ferry Pier Bus Terminus），嶼巴將其中文稱為紅磡碼頭廣場，九巴將其英文稱為Hung Hom Ferry Bus Terminus，是位於九龍九龍城區紅磡灣紅磡碼頭附近的巴士總站，位於華信街之東、黃埔花園以南。巴士總站在1991年配合紅磡碼頭遷至該處而啟用。曾經有10條分別為九巴和新大嶼山巴士管理的巴士總站路線服務該區的居民和商戶（全部路線現改以紅磡（紅鸞道）公共運輸交匯處為其巴士總站）。
根據規劃署在2008年初完成的紅磡地區研究，會將巴士總站改為以公私營合作方式發展的紅磡海濱都市公園，在鄰近香港嘉里酒店地下的紅磡（紅鸞道）公共運輸交匯處啟用後，此巴士總站已於2019年1月12日停止使用。

## 總站路線資料

### 新大嶼山巴士1R線
- 紅磡（紅鸞道） → 昂坪（只於星期日和公眾假期的09:00-11:00由紅磡碼頭開出）

提供紅磡來往昂坪的假日巴士服務，於2001年1月24日起投入服務，為嶼巴第一條在大嶼山以外作為起訖點的巴士路線。

### 九龍巴士3B線
- 慈雲山（中） ↔ 紅磡（紅鸞道）

提供紅磡來往慈雲山的巴士服務，於1965年5月17日起投入服務。

### 九龍巴士7B線
- 樂富 ↔ 紅磡（紅鸞道）

提供紅磡來往樂富邨和橫頭磡邨的巴士服務，於1964年12月1日起投入服務，以配合橫頭磡人口增長。

### 九龍巴士15線
- 平田 ↔ 紅磡（紅鸞道）

提供紅磡來往觀塘的巴士服務，於1968年2月24日起投入服務。

### 九龍巴士85S、85X線
- 85S：馬鞍山（耀安） → 紅磡（紅鸞道）
- 85X：馬鞍山市中心 ↔ 紅磡（紅鸞道）

提供紅磡灣來往馬鞍山的巴士服務。

### 九龍巴士268B線
- 朗屏站 ↔ 紅磡（紅鸞道）

提供紅磡灣來往元朗的巴士服務，於2004年2月2日起投入服務。

### 九龍巴士269B線
- 天水圍市中心 ↔ 紅磡（紅鸞道）

提供元朗區來往佐敦、尖沙咀、紅磡灣的巴士服務，於1998年5月26日起投入服務。

### 九龍巴士297、297P線
- 九龍巴士297線：寶林 ↔ 紅磡（紅鸞道）
- 九龍巴士297P線：坑口（北） → 紅磡（紅鸞道）

提供紅磡灣來往九龍灣、將軍澳北部的巴士服務。

### 九龍區專線小巴13線
- 廣播道 ↔ 紅磡碼頭

提供紅磡灣來往廣播道、天光道的小巴服務。

## 意外
1980年12月4日，一輛九巴3B線的巴士在紅磡碼頭巴士總站倒車期間意外撞斃一名老人。

## 過往路線
- 九龍巴士13A線
- 九龍巴士296X線
- 新巴796X線

## 鄰近地點
- 紅磡碼頭
- 黃埔花園
- 馬頭涌官立小學（紅磡灣）
- 海濱南岸
- 香港嘉里酒店